# Amt Laasphe

Amt Laasphe im Kreis Wittgenstein 1845–1932

Gliederung des Amtes Banfe 1845–1932

Das Amt Laasphe war ein Amt im ehemaligen Kreis Wittgenstein in der preußischen Provinz Westfalen und in Nordrhein-Westfalen. Es verwaltete bis zum 31. Dezember 1974 ein Gebiet mit 21 Gemeinden.

## Geschichte
Im Rahmen der Einführung der Landgemeindeordnung von 1841 für die Provinz Westfalen wurden 1845 im Kreis Wittgenstein fünf Ämter eingerichtet. Dabei wurden die vier historischen Schulzenbezirke Banfe, Fischelbach, Puderbach und Saßmannshausen zum Amt Banfe zusammengefasst. Die von dem Amt umschlossene Stadt Laasphe blieb amtsfrei.
Am 1. Oktober 1932 wurde das Amt Banfe aufgelöst. Aus seinen Gemeinden wurde zusammen mit neun Gemeinden des Amtes Erndtebrück sowie dem Gutsbezirk Sayn-Wittgenstein-Hohenstein das neue Amt Laasphe gebildet.
Der Gutsbezirk Sayn-Wittgenstein-Hohenstein wurde am 1. Januar 1967 aufgelöst. Sein Gebiet wurde auf mehrere Gemeinden des Amtes Lassphe aufgeteilt.
Im Rahmen des Sauerland/Paderborn-Gesetzes wurde das Amt Laasphe zum 1. Januar 1975 aufgelöst. Seine Gemeinden gingen in der Stadt Laasphe auf.

## Gemeinden

### Amt Banfe 1845–1932
1. Banfe
2. Bermershausen
3. Bernshausen
4. Fischelbach
5. Heiligenborn
6. Herbertshausen
7. Hesselbach
8. Holzhausen
9. Kunst Wittgenstein
10. Niederlaasphe
11. Puderbach
12. Saßmannshausen

### Amt Laasphe 1932–1974
1. Amtshausen
2. Banfe
3. Bermershausen
4. Bernshausen
5. Feudingen
6. Fischelbach
7. Großenbach
8. Heiligenborn
9. Herbertshausen
10. Hesselbach
11. Holzhausen
12. Kunst Wittgenstein
13. Niederlaasphe
14. Oberndorf
15. Puderbach
16. Rückershausen
17. Rüppershausen
18. Saßmannshausen
19. Steinbach
20. Volkholz
21. Weide
22. Gutsbezirk Sayn-Wittgenstein-Hohenstein (bis 1966)

## Einwohnerentwicklung
| Jahr | Amt Banfe   | Quelle |
| ---- | ----------- | ------ |
| 1871 | 2738        | [ 7 ]  |
| 1885 | 2713        | [ 8 ]  |
| 1895 | 2788        | [ 9 ]  |
| 1910 | 3041        | [ 10 ] |
|      | Amt Laasphe |        |
| 1933 | 7005        | [ 11 ] |
| 1939 | 6814        | [ 11 ] |
| 1950 | 9619        | [ 12 ] |
| 1961 | 9299        | [ 13 ] |
| 1970 | 9986        | [ 13 ] |